# Zsolt Simon
Zsolt Simon (ur. 26 sierpnia 1970 w Rymawskiej Sobocie) – słowacki polityk narodowości węgierskiej, w latach 2002–2006 oraz 2010–2012 minister rolnictwa, jeden z liderów ugrupowania Most-Híd.

## Życiorys
W latach 1988–1993 studiował Wyższej Szkole Rolniczej w Brnie. Po powrocie na Słowację założył własną firmę w branży rolniczej. W latach 2002–2006 pełnił funkcję ministra rolnictwa w drugim rządzie Mikuláša Dzurindy z ramienia Partii Węgierskiej Koalicji. W 2006 uzyskał mandat posła do Rady Narodowej z ramienia SMK-MKP. W 2009 związał się z ugrupowaniem Most-Híd, kandydował z jego ramienia w wyborach parlamentarnych w 2010, uzyskując mandat deputowanego na kolejną kadencję. 9 lipca 2010 objął funkcję ministra rolnictwa, środowiska i rozwoju regionalnego w rządzie Ivety Radičovej. Po reorganizacji resortów został ministrem rolnictwa i rozwoju wsi, sprawując ten urząd do 4 kwietnia 2012. W wyborach w 2012 i 2016 uzyskiwał reelekcję do Rady Narodowej. Wkrótce odszedł z partii, a w 2019 stanął na czele ugrupowania Magyar Fórum – Maďarské fórum.